# Victor Björkman
Victor Adolf Hilding Björkman, född 24 april 1888 i Halmstad, död 14 december 1967 i Göteborg (gravsatt 1968-01-16), var en svensk fotbollsspelare (försvarare) som spelade för Göteborgsklubben Gais. Han var med och vann SM-guld 1919.
Björkman kom till Gais från klubben Frigga tillsammans med brodern Joel 1909. Deras ankomst utgjorde ett stort uppsving i klubbens fotbollsverksamhet, och Victor tog omgående en plats som högerback.
Björkmans största styrka var hans snabbhet, och han behandlade angriparna hårt och effektivt. Han var den förste gaisaren som togs ut till Göteborgs stadslag, och var styrelsesuppleant och materialförvaltare i klubben mellan 1918 och 1945.
Victor Björkman var far till den senare Gaisspelaren Stig Björkman. Han är begravd på Östra kyrkogården i Göteborg.